# Сант'Урбано
Сант'Урба̀но (на италиански: Sant'Urbano; на венециански: Sant'Urban, Сант'Урбан) е община в Северна Италия, провинция Падуа, регион Венето. Разположена е на 9 m надморска височина. Населението на общината е 2178 души (към 2010 г.).
Административен център на общината е село Ка' Морозини (Ca' Morosini).